# 악셀 점프

악셀 점프는 앞으로 도약하는 피겨 스케이팅 점프이다. 1882년에 노르웨이의 피겨 스케이팅 선수 악셀 파울센의 이름을 따서 만들어졌다. 다른 일반적인 피겨 스케이팅 점프와 달리, 악셀 점프는 앞으로 도약하기 때문에 공중에서 반바퀴를 더 돈다.

## 악셀 기술
스케이트 선수는 본체의 우측 둘레 회전 중심을 가지고,(루프 점프와 유사)위로 스핀 위치로서 알려진 바로 앞에 왼발을 가로지른다. 이 행위는 종종 공중에서 체중 이동으로 설명한다. 착지시 다리와 교차를 풀면 회전을 확인하고 스케이트 선수가 빠른 속도로 점프를 연기할 수 있다.

## 참고 자료
- 낸시 케리건, Artistry on ice. ISBN 0-7360-3697-0.